# Тианептин
Тианептин (англ. Tianeptine) — атипичный трициклический антидепрессант рединамизирующего (энергизирующего) действия. Применяется в виде натриевой соли. Известен под торговой маркой «Коаксил».
C 2012 года исключён из перечня жизненно необходимых и важнейших лекарственных препаратов.

## Фармакодинамика
Тианептин повышает обратный нейрональный захват серотонина нейронами коры головного мозга и гиппокампа, повышает спонтанную активность пирамидных клеток гиппокампа и ускоряет восстановление их потенциала после функционального торможения. Улучшает настроение, устраняет двигательную заторможенность, повышает общий тонус организма. Нормализует поведение больных алкоголизмом в период абстиненции. Занимает промежуточное положение между седативными и стимулирующими антидепрессантами. Антидепрессивное и анксиолитическое действие способствует исчезновению соматических жалоб, обусловленных тревогой и изменениями настроения. Мало влияет на сердечно-сосудистую систему, сон, скорость психомоторной реакции, парасимпатическую нервную систему.
Есть данные о взаимодействии тианептина с глутаматергической системой, а также о том, что он, по-видимому, является агонистом μ-опиоидных рецепторов. При длительном употреблении в больших дозах с целью достижения наркотического эффекта он может вызвать зависимость, а также нанести серьёзный ущерб здоровью, вплоть до летального исхода.

## Фармакокинетика
После приёма внутрь быстро и полностью абсорбируется из ЖКТ, равномерно распределяется в организме. Биодоступность 70–99 % . Связь с белками плазмы — около 94 %. Легко проникает через гистогематические барьеры, включая гемато-энцефалический барьер. Метаболизируется в печени путём β-окисления и N-деметилирования. Выводится почками (8 % в неизменённом виде). T½ — 2,5–3,5 ч. При хронической болезни почек, а также у пациентов старше 70 лет T½ увеличивается на 1 ч. При печёночной недостаточности фармакокинетика существенно не меняется (даже при наличии цирроза печени у больных хроническим алкоголизмом).

## Показания
- Большое депрессивное расстройство.[5]
- Депрессивные состояния различной степени тяжести (в том числе у пациентов с острым инфарктом миокарда[6], у пожилых людей[5] и у пациентов с хроническим алкоголизмом при алкогольной депрессии).
- Депрессивная фаза биполярного расстройства.[5]
- Дисфорическая (брюзжащая, дистимическая) депрессия[7].
- Депрессия с навязчивостями (обсессивная)[7].
- При ремиттирующем течении ОКР и панических атаках[7].
- Расстройства, коморбидные депрессии[7][8].
- Посттравматическое стрессовое расстройство.[9]
- Тревожная (ажитированная) депрессия[7][10].
- Тревожно-депрессивное состояние (с соматическими жалобами).
- Тяжёлые и резистентные формы депрессий[7].
- Терапия дистимии и дисфорической депрессии[7].
- Терапия истерической депрессии[7].
- Терапия (базовая) невротических депрессий[7].
- Терапия органических, в том числе сосудистых, депрессий[7].
- Тревожные, невротические, связанные со стрессом и соматоформные расстройства[7].

## Противопоказания
Гиперчувствительность, детский возраст (до 15 лет), беременность, период лактации. Одновременный приём необратимых или обратимых ингибиторов МАО.

## Дозировка
Внутрь, перед приёмом пищи, по 12,5 мг 3 раза в день. У пациентов старше 70 лет и при выраженной ХПН — по 12,5 мг 2 раза в сутки.
Пожилым и соматически ослабленным пациентам следует назначать половинные дозы.

## Побочные эффекты
К побочным действиям тианептина относятся гастралгия, сухость во рту, снижение аппетита, тошнота, рвота, запоры, метеоризм, диспепсия; бессонница, сонливость, «кошмарные» сновидения, астения, головокружение, головная боль, обморочные состояния, тремор, жар; тахикардия, экстрасистолия, кардиалгия (в том числе за грудиной); затруднение дыхания, ощущение «кома» в горле; миалгия, боли в пояснично-крестцовом отделе позвоночника. Лечение передозировки: контроль жизненно важных функций, промывание желудка, симптоматическая терапия (искусственная вентиляция лёгких, коррекция нарушений функции почек и метаболических нарушений).

## Особые указания
Учитывая возможность суицидальных попыток на фоне депрессивных состояний в начале лечения, требуется постоянный контроль за поведением больных. При планировании проведения общей анестезии следует предупредить анестезиолога и за 24–48 ч до операции прекратить лечение. При оказании неотложной хирургической помощи необходим строгий контроль во время операции. При прекращении лечения дозу снижают постепенно, в течение 7–14 дней. Следует учитывать, что при переходе с терапии ингибиторами МАО на лечение тианептином необходим перерыв не менее 2 недель, при переходе же с тианептина на ингибиторы МАО достаточно сделать перерыв на 24 ч.:591 В период лечения необходимо соблюдать осторожность при вождении автотранспорта и занятии другими потенциально опасными видами деятельности, требующими повышенной концентрации внимания и быстроты психомоторных реакций.

## Взаимодействие
При сочетании с ингибиторами МАО есть риск коллапса, внезапного повышения АД, гипертермии, судорог и летального исхода:591.

## Наркотические свойства
При применении в дозах, многократно превышающих рекомендованные, препарат вызывает эффекты, подобные опиоидным, что со временем может привести к зависимости, особенно у лиц, уже страдающих опиоидной зависимостью. В 2010 году постановлением правительства тианептин был включён в Перечень наркотических средств, подлежащих контролю в РФ.
Зависимость начинает развиваться при применении тианептина в дозировках, в десять раз превышающих медикаментозные, как перорально, так и внутривенно. Как правило, инъекционные варианты коаксила изготавливаются кустарным способом с целью наркотического опьянения. Жидкость, приготовленная на основе тианептина путём измельчения таблеток и разведения их водой, по сути представляет собой взвесь частиц препарата (так как тианептин плохо растворим в воде) и крайне опасна при парентеральном введении. Таблетки тианептина содержат диоксид кремния, который плохо растворим в воде и проходит через фильтр во время кустарной фильтрации раствора, вызывая закупорку капилляров, последующие тромбозы, эмоболии и некрозы.
К последствиям внутривенного употребления взвеси из таблеток тианептина относят гнойно-некротические повреждения мягких тканей (флегмоны и абсцессы, анаэробные гангрены конечности, сепсис, постинъекционные трофические язвы конечностей, постинъекционные инфильтраты), поражения сосудистого русла (дерматонекрозы, тромбоз глубоких вен, острый тромбофлебит конечностей, эрозивные кровотечения), токсическое поражение органов зрения, приводящее к слепоте, а также летальный исход. Поражение конечностей при внутривенном употреблении тианептина приводит во многих случаях к необходимости их ампутации.
Аналогии между клиническим проявлением интоксикации и синдрома отмены при внутривенном применении тианептина и ситуациями у пациентов с героиновой зависимостью, а также способность налоксона снимать тяжёлые симптомы отмены позволяют предположить, что тианептин может действовать как агонист опиоидных рецепторов, и включать зависимость от тианептина в спектр наркологических расстройств с характеристиками зависимости от опиатов.